# Danny Porte
Danny Porte es un deportista cubano que compite en judo. Ganó una medalla de plata en el Campeonato Panamericano de Judo de 2022, en la categoría de –60 kg.

## Palmarés internacional
| Campeonato Panamericano | Campeonato Panamericano | Campeonato Panamericano | Campeonato Panamericano |
| Año                     | Lugar                   | Medalla                 | Categoría               |
| ----------------------- | ----------------------- | ----------------------- | ----------------------- |
| 2022                    | Lima (Perú)             | Medalla de plata        | –60 kg                  |